# Großer Preis von Großbritannien 2016
Der Große Preis von Großbritannien 2016 (offiziell 2016 Formula 1 British Grand Prix) fand am 10. Juli auf dem Silverstone Circuit in Silverstone statt und war das zehnte Rennen der Formel-1-Weltmeisterschaft 2016.

## Bericht

### Hintergründe
Nach dem Großen Preis von Österreich führte Nico Rosberg in der Fahrerwertung mit elf Punkten vor Lewis Hamilton und mit 57 Punkten vor Sebastian Vettel. In der Konstrukteurswertung führte Mercedes mit 103 Punkten vor Ferrari und mit 127 Punkten vor Red Bull.
Beim Großen Preis von Großbritannien stellte Pirelli den Fahrern die Reifenmischungen P Zero Hard (orange), P Zero Medium (weiß) und P Zero Soft (gelb) sowie für Nässe Cinturato Intermediates (grün) und Cinturato Full-Wets (blau) zur Verfügung.
Im Vergleich zum Vorjahr wurde in den Kurven Copse, Stowe und Club auf der Außenseite Kunstrasen verlegt, um die Piloten am Verlassen der Strecke zu hindern.
Es gab zwei DRS-Zonen, die im Vergleich zum Vorjahr unverändert blieben. Die erste Zone begann 30 Meter nach der Aintree Corner, der Messpunkt lag 25 Meter vor Village Corner. Die zweite DRS-Zone befand sich auf der Hangar Straight, 55 Meter nach der Chapel, der Messpunkt befand sich am Eingang der Maggotts.
Honda stellte McLaren bei diesem Rennen einen verbesserten Verbrennungsmotor zur Verfügung und investierte zwei der noch zur Verfügung stehenden Token für die Änderung. Haas setzte erstmals die weiterentwickelte Version des Ferrari 059/5 ein, die dem Werksteam bereits seit dem Großen Preis von Kanada zur Verfügung stand. Auch Sauber fuhr erstmals mit dem Ferrari-Motorenupdate.
Daniil Kwjat (sieben), Max Verstappen (sechs), Kimi Räikkönen (fünf), Valtteri Bottas, Marcus Ericsson, Rio Haryanto, Nico Hülkenberg, Felipe Nasr, Pascal Wehrlein (jeweils vier), Fernando Alonso, Esteban Gutiérrez, Romain Grosjean, Hamilton, Jolyon Palmer und Rosberg (jeweils zwei) gingen mit Strafpunkten ins Wochenende.
Mit Hamilton (dreimal), Alonso (zweimal), Räikkönen, Vettel und Rosberg (jeweils einmal) traten fünf ehemalige Sieger zu diesem Grand Prix an.
Rennkommissare waren Dennis Carter (GBR), Nigel Mansell (GBR), Tim Mayer (USA) und Nish Shetty (SIN).

### Training
Hamilton fuhr im ersten freien Training in 1:31,654 Minuten die Bestzeit vor Rosberg und Hülkenberg. Ferrari testete am Vormittag am Fahrzeug von Vettel eine verbesserte Version des Halo-Systems, bei dem der Kopf des Piloten vor Trümmerteilen oder abgerissenen Rädern geschützt wird.
Im zweiten freien Training war Hamilton mit einer Rundenzeit von 1:31,660 Minuten erneut Schnellster vor Daniel Ricciardo und Verstappen. Rosberg musste dieses Training wegen eines Wasserlecks an seinem Wagen auslassen.
Auch im dritten freien Training fuhr Hamilton die Bestzeit, dieses Mal in 1:30,904 Minuten vor Rosberg und Ricciardo. Das Training musste wegen eines Unfalls von Ericsson unterbrochen werden. Er musste nach dem Unfall ins Krankenhaus eingeliefert werden. Vettel erlitt kurz vor dem Ende des Trainings einen Getriebeschaden.

### Qualifying
Das Qualifying bestand aus drei Teilen mit einer Nettolaufzeit von 45 Minuten. Im ersten Qualifying-Segment (Q1) hatten die Fahrer 18 Minuten Zeit, um sich für das Rennen zu qualifizieren. Alle Fahrer, die im ersten Abschnitt eine Zeit erzielten, die maximal 107 Prozent der schnellsten Rundenzeit betrug, qualifizierten sich für den Grand Prix. Die besten 16 Fahrer erreichten den nächsten Teil. Rosberg war Schnellster. Ericsson nahm nach seinem Unfall im dritten freien Training nicht am Qualifying teil und qualifizierte sich nicht für den Grand Prix. Außer ihm schieden Nasr, die Manor-Piloten, Palmer und Jenson Button, bei dem sich auf der gezeiteten Runde der Heckflügel gelöst hatte, aus.
Der zweite Abschnitt (Q2) dauerte 15 Minuten. Die schnellsten zehn Piloten qualifizierten sich für den dritten Teil des Qualifyings. Hamilton war Schnellster. Magnussen, Kwjat, die Haas-Piloten, Felipe Massa und Pérez schieden aus.
Der letzte Abschnitt (Q3) ging über eine Zeit von zwölf Minuten, in denen die ersten zehn Startpositionen vergeben wurden. Hamilton fuhr mit einer Rundenzeit von 1:29,287 Minuten die Bestzeit vor Rosberg und Verstappen. Es war die 55. Pole-Position für Hamilton, davon die sechste der Saison. Die Zeit seiner ersten gezeiteten Runde wurde wegen Verlassen der Strecke gestrichen, das Gleiche passierte auch Hülkenberg, der dadurch vom achten auf den neunten Platz, und Alonso, der vom neunten auf den zehnten Platz zurückfiel.
Ericsson und Vettel erhielten Startplatzstrafen in Höhe von fünf Plätzen, da bei ihren Wagen vorzeitig das Getriebe gewechselt worden war. Ericsson wurde erlaubt, am Rennen teilzunehmen, da er im freien Training ausreichend schnell gewesen war. Er musste jedoch aus der Boxengasse starten, weil bei seinem Sauber das Monocoque gewechselt wurde. Die Startplatzstrafe in Höhe von fünf Plätzen für einen vorzeitigen Getriebewechsel war somit hinfällig.

### Rennen
Aufgrund des Regens kurz vor dem Start des Rennens begann das Rennen hinter dem Safety-Car, wobei jedes Auto mit Full-Wets ausgestattet war. Am Ende der 5. Runde ging das Safety-Car zurück an die Box und das Rennen begann richtig. Während die ersten vier Fahrer draußen blieben, entschieden sich einige dahinter für einen Boxenstopp und wechselten auf Intermediate-Reifen. Nur eine Runde später wurde Pascal Wehrlein zum ersten Opfer der noch feuchten Strecke, rutschte von der Strecke ab und blieb im Kiesbett stecken, was zu einer kurzen virtuellen Safety-Car-Phase führte. In dieser Zeit wechselten sowohl Hamilton als auch Rosberg die Reifen. Der größte Gewinner der ersten Runden war Sergio Pérez, der sich vor Ricciardo vom zehnten Startplatz auf den vierten vorgearbeitet hatte. In der Zwischenzeit hatte sich Hamilton an der Spitze einen Vorsprung von fünf Sekunden vor Rosberg erarbeitet, der bald von Verstappen angegriffen wurde, der auf den Intermediate-Reifen gut fuhr. Bottas drehte sich in Runde 11 und verlor Positionen. Er fiel auf den 13. Platz zurück. In Runde 16 wechselte Vettel als erster Fahrer auf Slick-Reifen, während Verstappen vor Rosberg auf den zweiten Platz vorrückte.
In Runde 18 wechselten weitere Fahrer auf Slick-Reifen, darunter Räikkönen und Palmer. Letzterer wurde jedoch aus seiner Box gelassen, bevor einer der Reifen richtig montiert war, was ihn Zeit kostete und ihm einen Stop-and-Go-Strafe von zehn Sekunden einbrachte. Sowohl die Mercedes-Fahrer als auch Verstappen absolvierten in Runde 20 ihre zweiten Boxenstopps, wobei die Reihenfolge dieselbe blieb. In Runde 21 rückte Ricciardo vor Pérez auf den vierten Platz vor. Durch einen Fehler von Räikkönen verlor er zwei Runden später den sechsten Platz an Carlos Sainz jr. Alonso drehte sich in Runde 25, konnte aber weiterfahren, im Gegensatz zu Haryanto, der eine Runde später nach einem Dreher ausschied.
Hamilton behielt die Führung, allerdings nicht ohne Probleme, da er auch einen kurzen Ausrutscher von der Strecke hatte. Dadurch rückten die Top Drei enger zusammen. Vettel lag immer noch am hinteren Ende der Punkteränge und überholte Kwjat in Runde 29 und war nun Neunter.
Rosberg begann im Anschluss auf Verstappen aufzuschließen, begann in Runde 33 mit Überholversuchen und schaffte es schließlich in Runde 38. In der Zwischenzeit wurde davon ausgegangen, dass Vettel Massa von der Strecke gedrängt hatte, als er ihn für den achten Platz überholte, was ihm eine Fünf-Punkte-Strafe einbrachte.
In Runde 40 schied Palmer in der Boxengasse aus. Während Rosberg zunächst auf Hamilton aufholte, begann dieser gegen Ende des Rennens, seine Rundenzeiten zu verbessern. Als Räikkönen Pérez für den fünften Platz überholte, meldete Rosberg über den Teamfunk Probleme mit seinem Getriebe. Sein Team sagte ihm, er solle den siebten Gang meiden, woraufhin Rosberg seinen knappen Vorsprung vor Verstappen festigen konnte, der aufgrund seines Problems zunächst geschrumpft war. Hamilton blieb davon unbeeindruckt und überquerte die Ziellinie und holte sich den Sieg, 6,9 Sekunden vor Rosberg. Er war der erste Fahrer, der dreimal in Folge den Großen Preis von Großbritannien gewann, und wurde mit vier Siegen auch Rekordsieger auf der Rennstrecke von Silverstone. Es war der 47. Sieg seiner Karriere. Rosberg erhielt nachträglich eine Zehn-Sekunden-Zeitstrafe, weil sein Team unerlaubte Funksprüche aufgrund des Getriebeproblems an ihn gesendet hatte. Rosberg fiel dadurch hinter Verstappen zurück. Die restlichen Punkteplatzierungen belegten Ricciardo, Räikkönen, Pérez, Hülkenberg, Sainz jr., Vettel und Kwjat.
In der Gesamtwertung verkürzte Hamilton den Rückstand auf Rosberg auf einen Punkt, Räikkönen war nun Dritter. Bei den Konstrukteuren vergrößerte Mercedes seinen Vorsprung auf Ferrari, Red Bull lag nur noch sechs Punkte hinter Ferrari.

## Meldeliste
| Team                          | Nr. | Fahrer            | Chassis                | Motor                       | Reifen |
| ----------------------------- | --- | ----------------- | ---------------------- | --------------------------- | ------ |
| Mercedes AMG Petronas F1 Team | 44  | Lewis Hamilton    | Mercedes F1 W07 Hybrid | Mercedes-Benz PU106C Hybrid | P      |
| Mercedes AMG Petronas F1 Team | 06  | Nico Rosberg      | Mercedes F1 W07 Hybrid | Mercedes-Benz PU106C Hybrid | P      |
| Scuderia Ferrari              | 05  | Sebastian Vettel  | Ferrari SF16-H         | Ferrari 059/5               | P      |
| Scuderia Ferrari              | 07  | Kimi Räikkönen    | Ferrari SF16-H         | Ferrari 059/5               | P      |
| Williams Martini Racing       | 19  | Felipe Massa      | Williams FW38          | Mercedes-Benz PU106C Hybrid | P      |
| Williams Martini Racing       | 77  | Valtteri Bottas   | Williams FW38          | Mercedes-Benz PU106C Hybrid | P      |
| Red Bull Racing               | 03  | Daniel Ricciardo  | Red Bull RB12          | TAG Heuer                   | P      |
| Red Bull Racing               | 33  | Max Verstappen    | Red Bull RB12          | TAG Heuer                   | P      |
| Sahara Force India F1 Team    | 27  | Nico Hülkenberg   | Force India VJM09      | Mercedes-Benz PU106C Hybrid | P      |
| Sahara Force India F1 Team    | 11  | Sergio Pérez      | Force India VJM09      | Mercedes-Benz PU106C Hybrid | P      |
| Renault Sport F1 Team         | 20  | Kevin Magnussen   | Renault R.S.16         | Renault Energy F1 2016      | P      |
| Renault Sport F1 Team         | 30  | Jolyon Palmer     | Renault R.S.16         | Renault Energy F1 2016      | P      |
| Renault Sport F1 Team         | 45  | Esteban Ocon      | Renault R.S.16         | Renault Energy F1 2016      | P      |
| Scuderia Toro Rosso           | 26  | Daniil Kwjat      | Toro Rosso STR11       | Ferrari 059/4               | P      |
| Scuderia Toro Rosso           | 55  | Carlos Sainz jr.  | Toro Rosso STR11       | Ferrari 059/4               | P      |
| Sauber F1 Team                | 09  | Marcus Ericsson   | Sauber C35             | Ferrari 059/5               | P      |
| Sauber F1 Team                | 12  | Felipe Nasr       | Sauber C35             | Ferrari 059/5               | P      |
| McLaren Honda                 | 14  | Fernando Alonso   | McLaren MP4-31         | Honda RA616H                | P      |
| McLaren Honda                 | 22  | Jenson Button     | McLaren MP4-31         | Honda RA616H                | P      |
| Manor Racing MRT              | 94  | Pascal Wehrlein   | Manor MRT05            | Mercedes-Benz PU106C Hybrid | P      |
| Manor Racing MRT              | 88  | Rio Haryanto      | Manor MRT05            | Mercedes-Benz PU106C Hybrid | P      |
| Haas F1 Team                  | 08  | Romain Grosjean   | Haas VF-16             | Ferrari 059/5               | P      |
| Haas F1 Team                  | 21  | Esteban Gutiérrez | Haas VF-16             | Ferrari 059/5               | P      |
| Haas F1 Team                  | 50  | Charles Leclerc   | Haas VF-16             | Ferrari 059/5               | P      |

Anmerkungen
1. 1 2  Der Renault mit der Startnummer 45 wurde im ersten freien Training für Ocon eingesetzt. Magnussen übernahm das Fahrzeug anschließend für das restliche Rennwochenende mit seiner Startnummer 20.
2. 1 2  Der Haas mit der Startnummer 50 wurde im ersten freien Training für Leclerc eingesetzt. Gutiérrez übernahm das Fahrzeug anschließend für das restliche Rennwochenende mit seiner Startnummer 21.

## Klassifikationen

### Qualifying
| Pos.                                                                      | Fahrer            | Konstrukteur         | Q1         | Q2       | Q3       | Start |
| ------------------------------------------------------------------------- | ----------------- | -------------------- | ---------- | -------- | -------- | ----- |
| 01                                                                        | Lewis Hamilton    | Mercedes             | 1:30,739   | 1:29,243 | 1:29,287 | 01    |
| 02                                                                        | Nico Rosberg      | Mercedes             | 1:30,724   | 1:29,970 | 1:29,606 | 02    |
| 03                                                                        | Max Verstappen    | Red Bull-TAG Heuer   | 1:31,305   | 1:30,697 | 1:30,313 | 03    |
| 04                                                                        | Daniel Ricciardo  | Red Bull-TAG Heuer   | 1:31,684   | 1:31,319 | 1:30,618 | 04    |
| 05                                                                        | Kimi Räikkönen    | Ferrari              | 1:31,326   | 1:31,385 | 1:30,881 | 05    |
| 06                                                                        | Sebastian Vettel  | Ferrari              | 1:31,606   | 1:30,711 | 1:31,490 | 11    |
| 07                                                                        | Valtteri Bottas   | Williams-Mercedes    | 1:31,913   | 1:31,478 | 1:31,557 | 06    |
| 08                                                                        | Carlos Sainz jr.  | Toro Rosso-Ferrari   | 1:32,336   | 1:31,708 | 1:31,989 | 07    |
| 09                                                                        | Nico Hülkenberg   | Force India-Mercedes | 1:32,349   | 1:31,770 | 1:32,172 | 08    |
| 10                                                                        | Fernando Alonso   | McLaren-Honda        | 1:32,281   | 1:31,740 | 1:32,343 | 09    |
| 11                                                                        | Sergio Pérez      | Force India-Mercedes | 1:32,336   | 1:31,875 | –        | 10    |
| 12                                                                        | Felipe Massa      | Williams-Mercedes    | 1:32,146   | 1:32,002 | –        | 12    |
| 13                                                                        | Romain Grosjean   | Haas-Ferrari         | 1:32,283   | 1:32,050 | –        | 13    |
| 14                                                                        | Esteban Gutiérrez | Haas-Ferrari         | 1:32,237   | 1:32,241 | –        | 14    |
| 15                                                                        | Daniil Kwjat      | Toro Rosso-Ferrari   | 1:32,553   | 1:32,306 | –        | 15    |
| 16                                                                        | Kevin Magnussen   | Renault              | 1:32,729   | 1:37,060 | –        | 16    |
| 17                                                                        | Jenson Button     | McLaren-Honda        | 1:32,788   | –        | –        | 17    |
| 18                                                                        | Jolyon Palmer     | Renault              | 1:32,905   | –        | –        | 18    |
| 19                                                                        | Rio Haryanto      | Manor-Mercedes       | 1:33,098   | –        | –        | 19    |
| 20                                                                        | Pascal Wehrlein   | Manor-Mercedes       | 1:33,151   | –        | –        | 20    |
| 21                                                                        | Felipe Nasr       | Sauber-Ferrari       | 1:33,544   | –        | –        | 21    |
| 107-Prozent-Zeit: 1:37,075 min (bezogen auf Q1-Bestzeit von 1:30,724 min) |                   |                      |            |          |          |       |
| 22                                                                        | Marcus Ericsson   | Sauber-Ferrari       | keine Zeit | –        | –        | Box   |

Anmerkungen
1. ↑  Vettel wurde um fünf Startplätze nach hinten versetzt, da sein Getriebe vorzeitig gewechselt wurde.
2. ↑  Obwohl er sich nicht qualifiziert hatte, durfte Ericsson am Rennen teilnehmen, da er im freien Training ausreichend schnell gewesen war.
3. ↑  Ericsson musste zudem aus der Boxengasse starten, da bei seinem Fahrzeug das Monocoque gewechselt wurde.

### Rennen
| Pos. | Fahrer            | Konstrukteur         | Runden | Stopps | Zeit        | Start | Schnellste Runde |
| ---- | ----------------- | -------------------- | ------ | ------ | ----------- | ----- | ---------------- |
| 01   | Lewis Hamilton    | Mercedes             | 52     | 2      | 1:34:55,831 | 01    | 1:35,771 (45.)   |
| 02   | Max Verstappen    | Red Bull-TAG Heuer   | 52     | 2      | + 8,250     | 03    | 1:36,407 (41.)   |
| 03   | Nico Rosberg      | Mercedes             | 52     | 2      | + 16,911    | 02    | 1:35,548 (44.)   |
| 04   | Daniel Ricciardo  | Red Bull-TAG Heuer   | 52     | 2      | + 26,211    | 04    | 1:36,013 (52.)   |
| 05   | Kimi Räikkönen    | Ferrari              | 52     | 2      | + 1:09,858  | 05    | 1:36,994 (39.)   |
| 06   | Sergio Pérez      | Force India-Mercedes | 52     | 2      | + 1:16,941  | 10    | 1:37,900 (35.)   |
| 07   | Nico Hülkenberg   | Force India-Mercedes | 52     | 2      | + 1:17,712  | 08    | 1:37,618 (51.)   |
| 08   | Carlos Sainz jr.  | Toro Rosso-Ferrari   | 52     | 2      | + 1:25,858  | 07    | 1:37,401 (43.)   |
| 09   | Sebastian Vettel  | Ferrari              | 52     | 2      | + 1:31,654  | 11    | 1:36,933 (44.)   |
| 10   | Daniil Kwjat      | Toro Rosso-Ferrari   | 52     | 2      | + 1:32,600  | 15    | 1:37,667 (35.)   |
| 11   | Felipe Massa      | Williams-Mercedes    | 51     | 3      | + 1 Runde   | 12    | 1:36,141 (40.)   |
| 12   | Jenson Button     | McLaren-Honda        | 51     | 2      | + 1 Runde   | 17    | 1:37,907 (36.)   |
| 13   | Fernando Alonso   | McLaren-Honda        | 51     | 3      | + 1 Runde   | 09    | 1:35,669 (43.)   |
| 14   | Valtteri Bottas   | Williams-Mercedes    | 51     | 2      | + 1 Runde   | 06    | 1:37,383 (45.)   |
| 15   | Felipe Nasr       | Sauber-Ferrari       | 51     | 2      | + 1 Runde   | 21    | 1:38,710 (43.)   |
| 16   | Esteban Gutiérrez | Haas-Ferrari         | 51     | 2      | + 1 Runde   | 14    | 1:37,713 (44.)   |
| 17   | Kevin Magnussen   | Renault              | 49     | 3      | DNF         | 16    | 1:37,616 (43.)   |
| –    | Jolyon Palmer     | Renault              | 37     | 3      | DNF         | 18    | 1:39,755 (36.)   |
| –    | Rio Haryanto      | Manor-Mercedes       | 24     | 2      | DNF         | 18    | 1:41,380 (23.)   |
| –    | Romain Grosjean   | Haas-Ferrari         | 17     | 2      | DNF         | 13    | 1:55,507 (14.)   |
| –    | Marcus Ericsson   | Sauber-Ferrari       | 11     | 2      | DNF         | Box   | 2:00,286 (09.)   |
| –    | Pascal Wehrlein   | Manor-Mercedes       | 6      | 1      | DNF         | 20    | 2:48,804 (04.)   |

Anmerkungen
1. ↑  Rosberg erhielt eine Zehn-Sekunden-Zeitstrafe wegen unerlaubter Funksprüche. Er fiel dadurch vom zweiten auf den dritten Platz zurück.
2. ↑  Vettel erhielt eine Fünf-Sekunden-Zeitstrafe für ein Abdrängen von Massa. An seiner Position änderte die Strafe allerdings nichts.

## WM-Stände nach dem Rennen
Die ersten zehn des Rennens bekamen 25, 18, 15, 12, 10, 8, 6, 4, 2 bzw. 1 Punkt(e).

### Fahrerwertung
| Pos. | Fahrer           | Konstrukteur                            | Punkte |
| ---- | ---------------- | --------------------------------------- | ------ |
| 01   | Nico Rosberg     | Mercedes                                | 168    |
| 02   | Lewis Hamilton   | Mercedes                                | 167    |
| 03   | Kimi Räikkönen   | Ferrari                                 | 106    |
| 04   | Daniel Ricciardo | Red Bull-TAG Heuer                      | 100    |
| 05   | Sebastian Vettel | Ferrari                                 | 98     |
| 06   | Max Verstappen   | Red Bull-TAG Heuer / Toro Rosso-Ferrari | 90     |
| 07   | Valtteri Bottas  | Williams-Mercedes                       | 54     |
| 08   | Sergio Pérez     | Force India-Mercedes                    | 47     |
| 09   | Felipe Massa     | Williams-Mercedes                       | 38     |
| 10   | Romain Grosjean  | Haas-Ferrari                            | 28     |
| 11   | Nico Hülkenberg  | Force India-Mercedes                    | 26     |
| 12   | Carlos Sainz jr. | Toro Rosso-Ferrari                      | 26     |

| Pos. | Fahrer            | Konstrukteur                            | Punkte |
| ---- | ----------------- | --------------------------------------- | ------ |
| 13   | Daniil Kwjat      | Toro Rosso-Ferrari / Red Bull-TAG Heuer | 23     |
| 14   | Fernando Alonso   | McLaren-Honda                           | 18     |
| 15   | Jenson Button     | McLaren-Honda                           | 13     |
| 16   | Kevin Magnussen   | Renault                                 | 6      |
| 17   | Pascal Wehrlein   | Manor-Mercedes                          | 1      |
| 18   | Stoffel Vandoorne | McLaren-Honda                           | 1      |
| 19   | Esteban Gutiérrez | Haas-Ferrari                            | 0      |
| 20   | Jolyon Palmer     | Renault                                 | 0      |
| 21   | Marcus Ericsson   | Sauber-Ferrari                          | 0      |
| 22   | Felipe Nasr       | Sauber-Ferrari                          | 0      |
| 23   | Rio Haryanto      | Manor-Mercedes                          | 0      |

### Konstrukteurswertung
| Pos. | Konstrukteur         | Punkte |
| ---- | -------------------- | ------ |
| 1    | Mercedes             | 335    |
| 2    | Ferrari              | 204    |
| 3    | Red Bull-TAG Heuer   | 198    |
| 4    | Williams-Mercedes    | 92     |
| 5    | Force India-Mercedes | 73     |
| 6    | Toro Rosso-Ferrari   | 41     |

| Pos. | Konstrukteur   | Punkte |
| ---- | -------------- | ------ |
| 07   | McLaren-Honda  | 32     |
| 08   | Haas-Ferrari   | 28     |
| 09   | Renault        | 6      |
| 10   | Manor-Mercedes | 1      |
| 11   | Sauber-Ferrari | 0      |